# Lamborghini Espada
La Lamborghini Espada è un'autovettura prodotta dalla casa automobilistica italiana Lamborghini tra il 1968 ed il 1978. 
La vettura è stata la prima 4 posti di serie realizzata dell'azienda.

## Il contesto
La sua carriera durò dieci anni, dal 1968 al 1978, infatti fu la Lamborghini più venduta di sempre prima della Countach, con 1.226 esemplari, rappresentando il modello più redditizio per i bilanci del costruttore emiliano la cui proprietà nel 1972 passerà da Ferruccio Lamborghini allo svizzero Georges-Henri Rossetti. Nell'ultimo anno di produzione della Espada, la casa italiana entrerà in amministrazione controllata prima di essere salvata da Patrick Mimran. 
Il nome viene dal termine spagnolo “espada” che indica l’unico torero che, nella corrida, sia armato della spada. 

## Prima della Espada: Marzal e Pirana

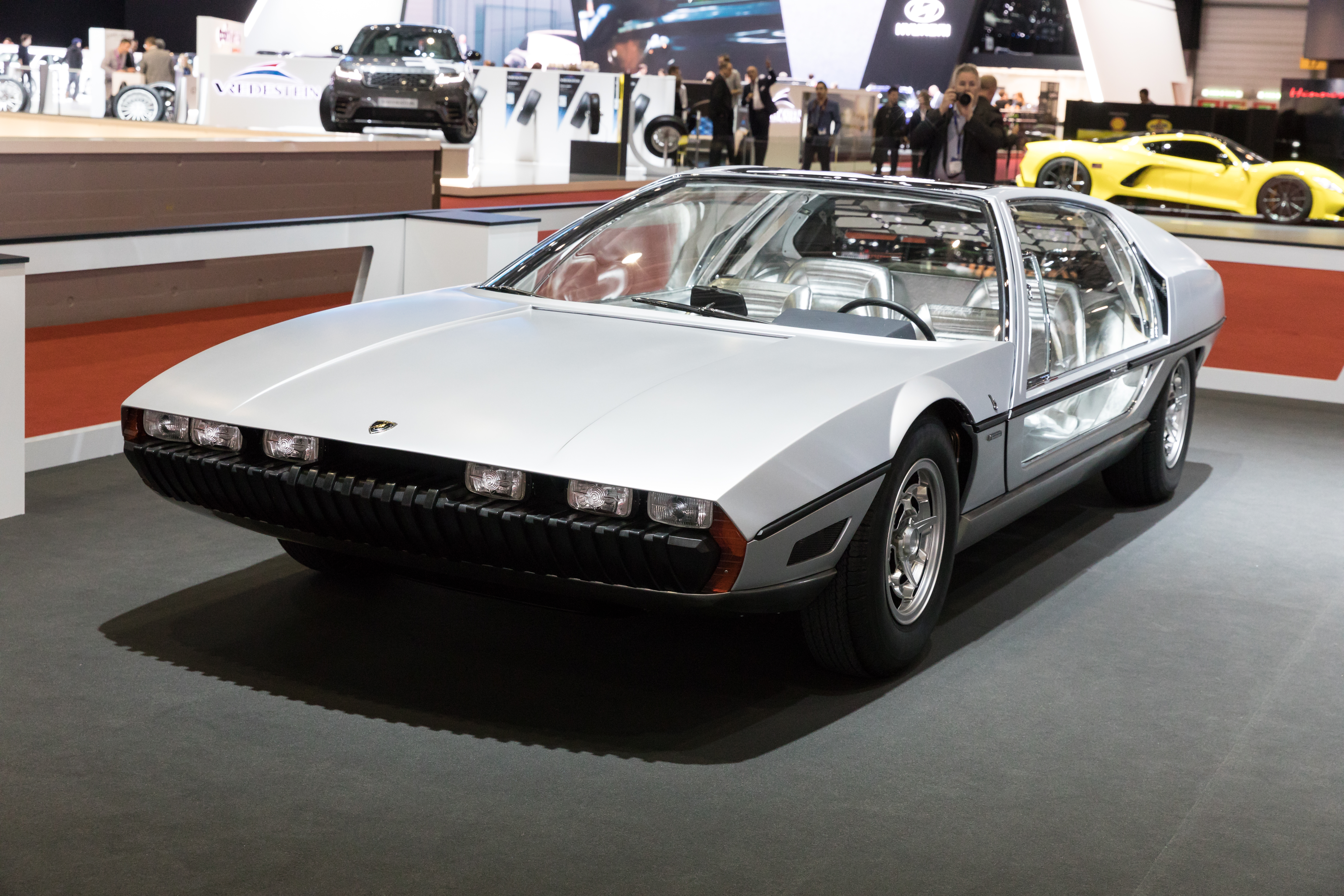
La Lamborghini Marzal al Salone di Ginevra 2018

La storia della Espada comincia nel 1967, prima della partenza del GP di Monaco di Formula 1, quando il principe Ranieri III di Monaco compie il tradizionale giro d’onore della pista a bordo di una strana coupé accompagnato da sua moglie, la principessa Grace Kelly.
Il principe era al volante di una insolita Gran Turismo, più lunga del normale e molto moderna, soprattutto per le linee tese e le ampie superficie vetrate. Si trattava della Lamborghini Marzal, un prototipo a 4 posti commissionato da Ferruccio Lamborghini, per il Salone di Ginevra, a Nuccio Bertone, il quale affidò il compito a Marcello Gandini. 
Il risultato fu una vettura 4 posti, con una spiccata linea a cuneo, portiere ad ala di gabbiano con finestrini in 2 parti sopra e sotto la linea di cintura, frontale affilato con fari rettangolari e motore posteriore a sbalzo 6 cilindri in linea (la metà del V12 da 3929 cm³) con circa 175 CV.

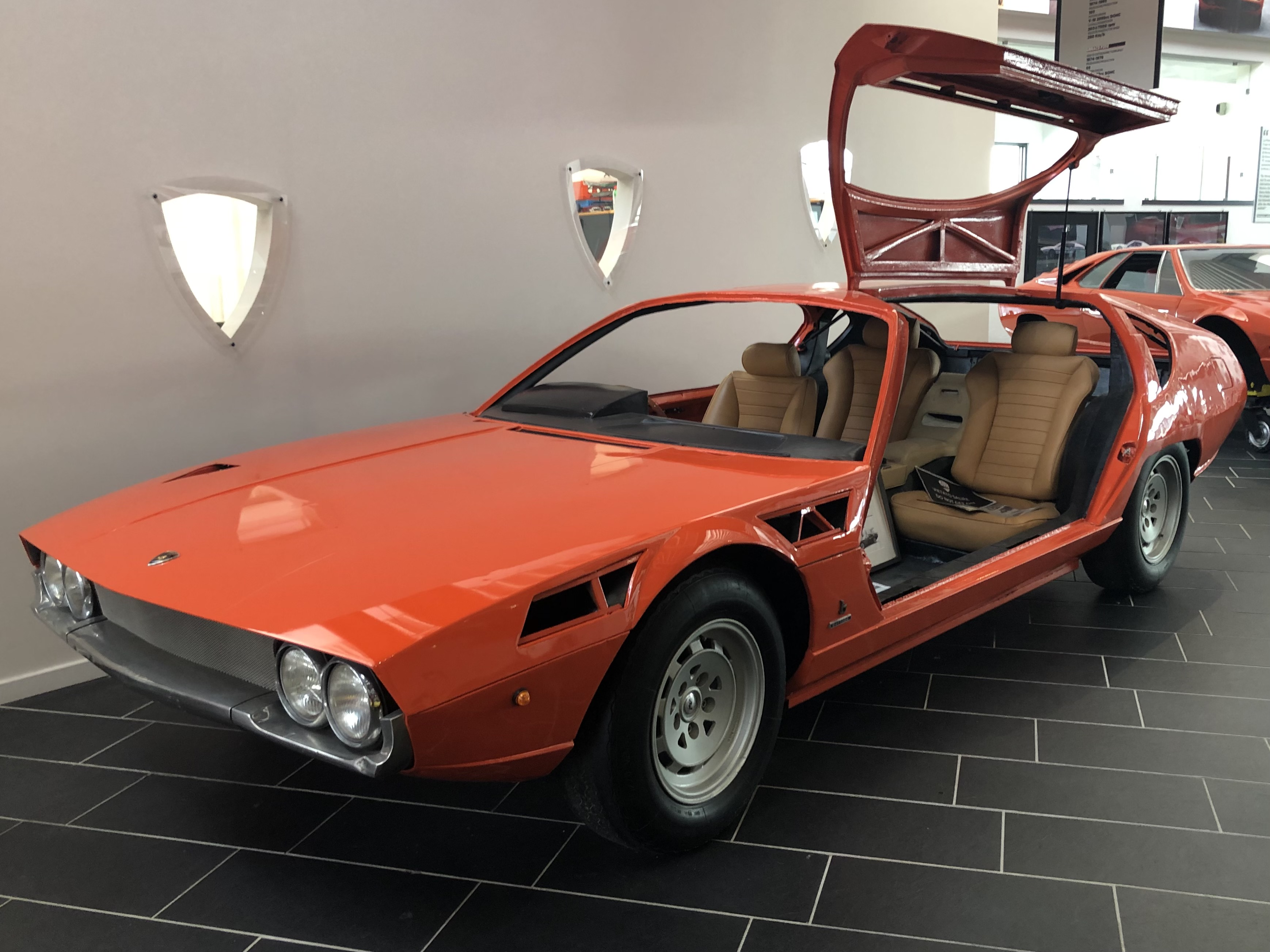
Prototipo della Espada

Il successo fu tale che Ferruccio Lamborghini decise di metter in produzione la vettura sul telaio della 400 GT con motore V12.
Con alcune modifiche estetiche Bertone riuscì a "civilizzare" la futuribile linea della Marzal, garantendo al contempo sportività, originalità e abitabilità. Grazie all'adozione di soluzioni estetiche che però mantenevano pressoché invariato lo stile della bassissima coupé venne creato un altro prototipo, questa volta su base E-Type, la Jaguar Pirana, che ricalcava meglio la disposizione definitiva degli organi meccanici nel modello di produzione con il motore anteriore.

## La versione definitiva della Espada
Rispetto alla Marzal le originali portiere ad ali di gabbiano in favore di 2 tradizionali e ribaltava lo schema meccanico portando il motore posteriore all'anteriore. Ciò fu necessario sia per liberare spazio per le poltrone posteriori e offrire un bagagliaio capiente che per adattarsi al pianale della 400 GT. Le linee tese della coupé fastback definitiva ricalcavano quelle dei prototipi pur accresciute nelle dimensioni esterne. 

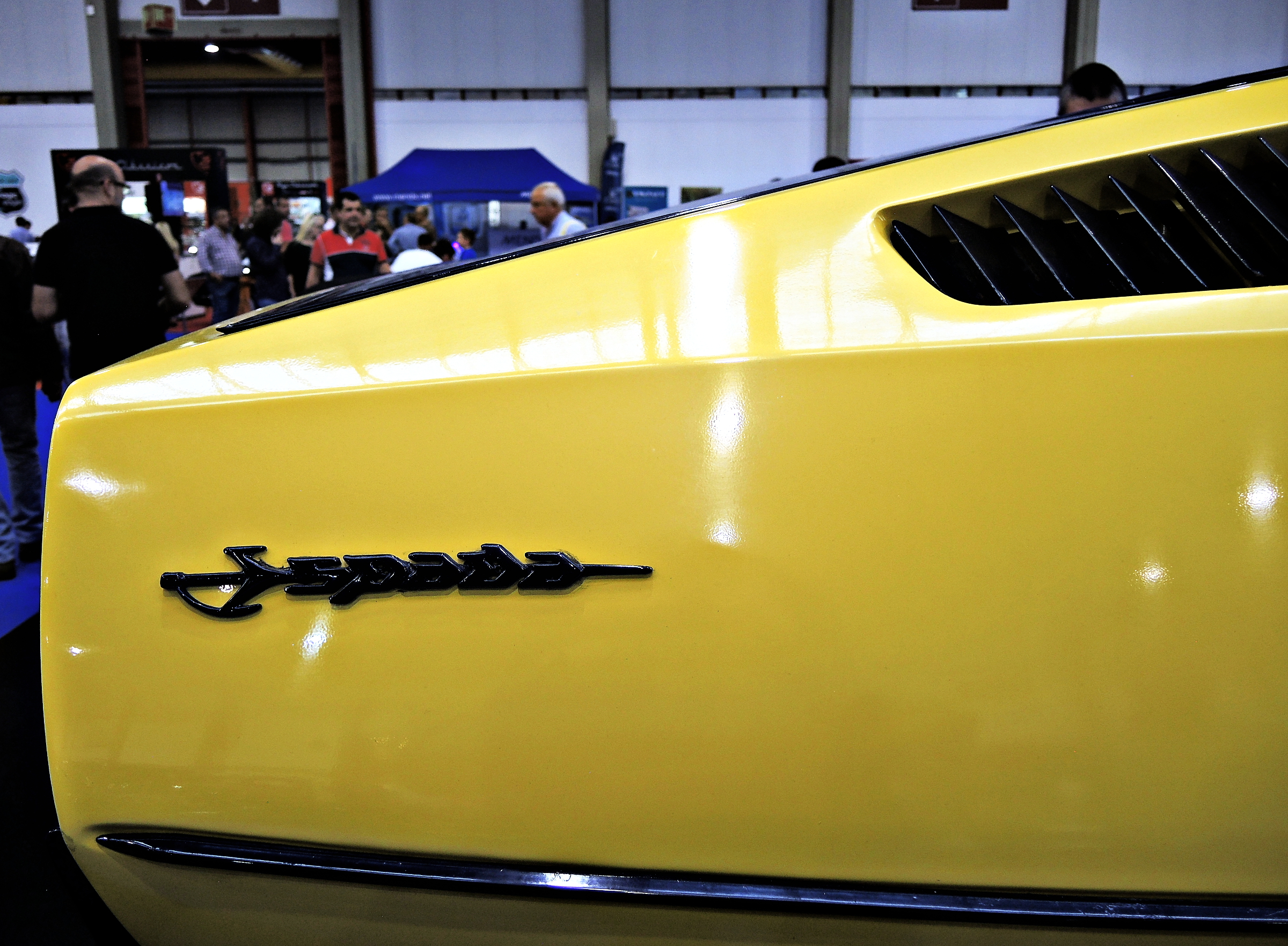
La grafica del nome sul montante posteriore

Il frontale con 4 fari rotondi incassati in una grande griglia nera sopra un piccolo paraurti cromato era molto aggressivo, il logo della casa di Sant’Agata Bolognese era collocato sul lungo cofano insieme a due prese d’aria NACA. La fiancata era divisa in due da una modanatura nera opaca, sul parafango anteriore erano presenti due aperture per lo sfogo dell’aria calda, le lunghe portiere si aprivano in maniera tradizionale, la linea dei finestrini posteriori apribili a compasso anziché discendere saliva gradualmente verso il tetto, dietro di essi venne aperta una griglia per lo sfogo dell’aria viziata dall’abitacolo. Completavano il tutto la mostrina con il nome dell’auto attraversato da una spada da matador e le grandi ruote in lega leggera Campagnolo, identiche a quelle della Miura.
Il posteriore tronco era caratterizzato dal lunotto separato in due parti, quella superiore apribile e quella inferiore fissa, da un sottile paraurti cromato e da quattro aggressivi scarichi sportivi ANSA. 
La meccanica è la stessa della coupé 400 GT Touring, con l’inevitabile allungamento di 15 cm del passo necessario per fare posto ai 4 occupanti; operazione di cui si occuparono, in sede progettuale, niente meno che Gian Paolo Dallara e Paolo Stanzani.
Il motore V12 era il 3929 cm³ alimentato da sei carburatori Weber doppio corpo, progettato da Giotto Bizzarrini e poi sviluppato da Paolo Stanzani. La potenza, sulla prima serie, era di 325 CV,  di 350 CV sulla seconda, e  di 375 CV sulla terza, di conseguenza la velocità massima passò da 245 a 260 km/h. Il cambio era un Lamborghini manuale a 5 marce.

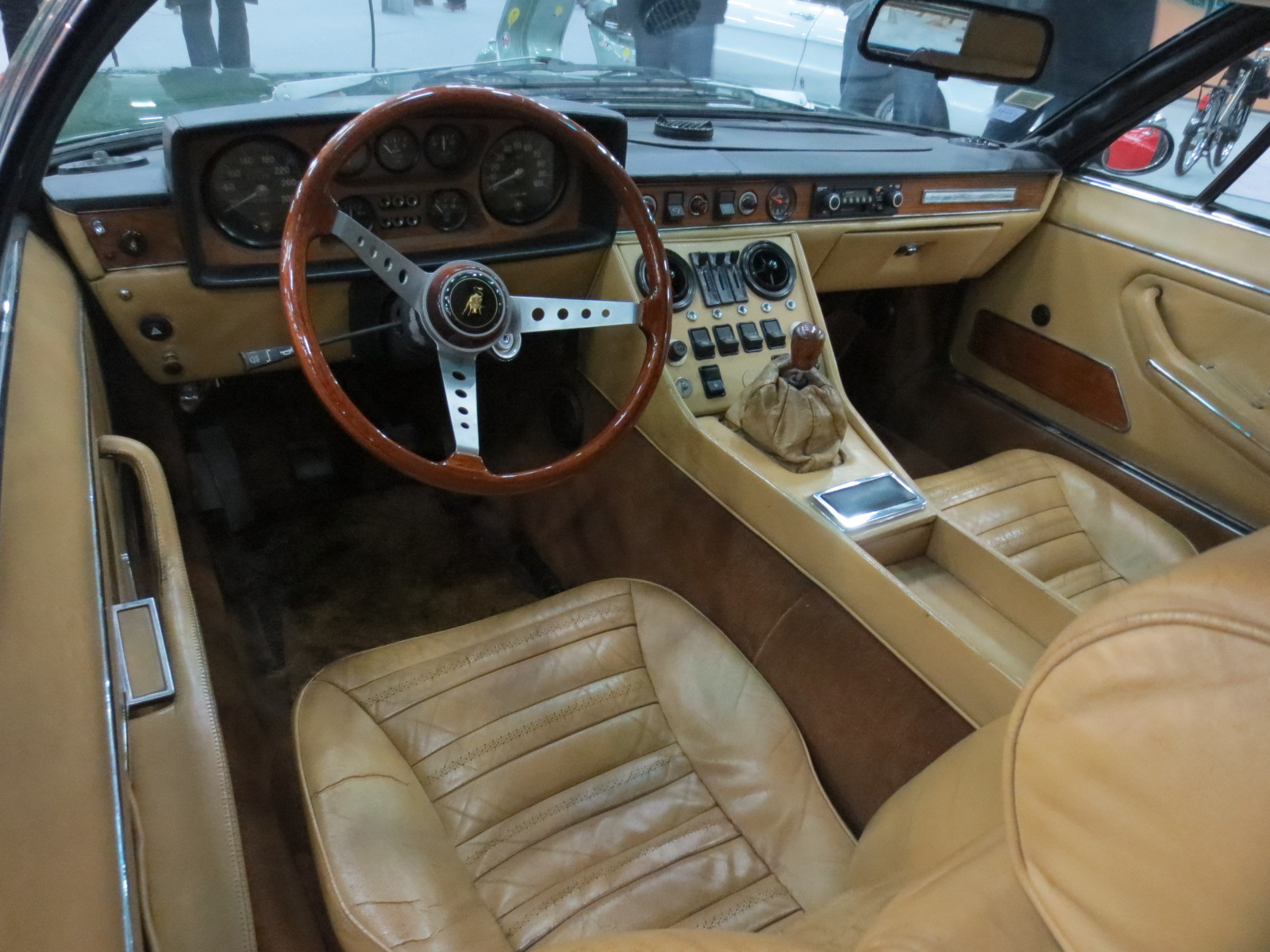
Gli interni di una Espada

Le prestazioni erano entusiasmanti, nonostante fosse più lenta e meno agile e reattiva di 400GT e Islero, a causa del peso e dell’interasse più lungo. La vettura aveva sospensioni  indipendenti. I freni erano a disco sulle 4 ruote. 
Oltre alle prestazioni,  la vettura si distingueva per gli interni, con un abitacolo spazioso, integralmente rivestito in pelle, legno, e morbida moquette di pregio; il tutto in un ambiente decisamente più spazioso e luminoso rispetto sia alla Miura che alla 400GT. Le quattro poltrone individuali regalavano  comfort adeguato anche ai clienti più esigenti. I sedili anteriori erano molto avvolgenti ed erano separati  da un vistoso tunnel. Erano di serie l'impianto di aria condizionata e i finestrini elettrici. A richiesta si potevano avere gli specchietti retrovisori esterni, la vernice metallizzata, le cinture di sicurezza, le ruote a raggi e l'autoradio con mangianastri.
La Bertone proponeva anche l'allestimento Vip con frigobar e televisore Brionvega Algol collocato tra i sedili anteriori. La versione per il mercato USA si caratterizzava per i due grandi paraurti in gomma nera, e il motore depotenziato, in ossequio alle normative statunitensi

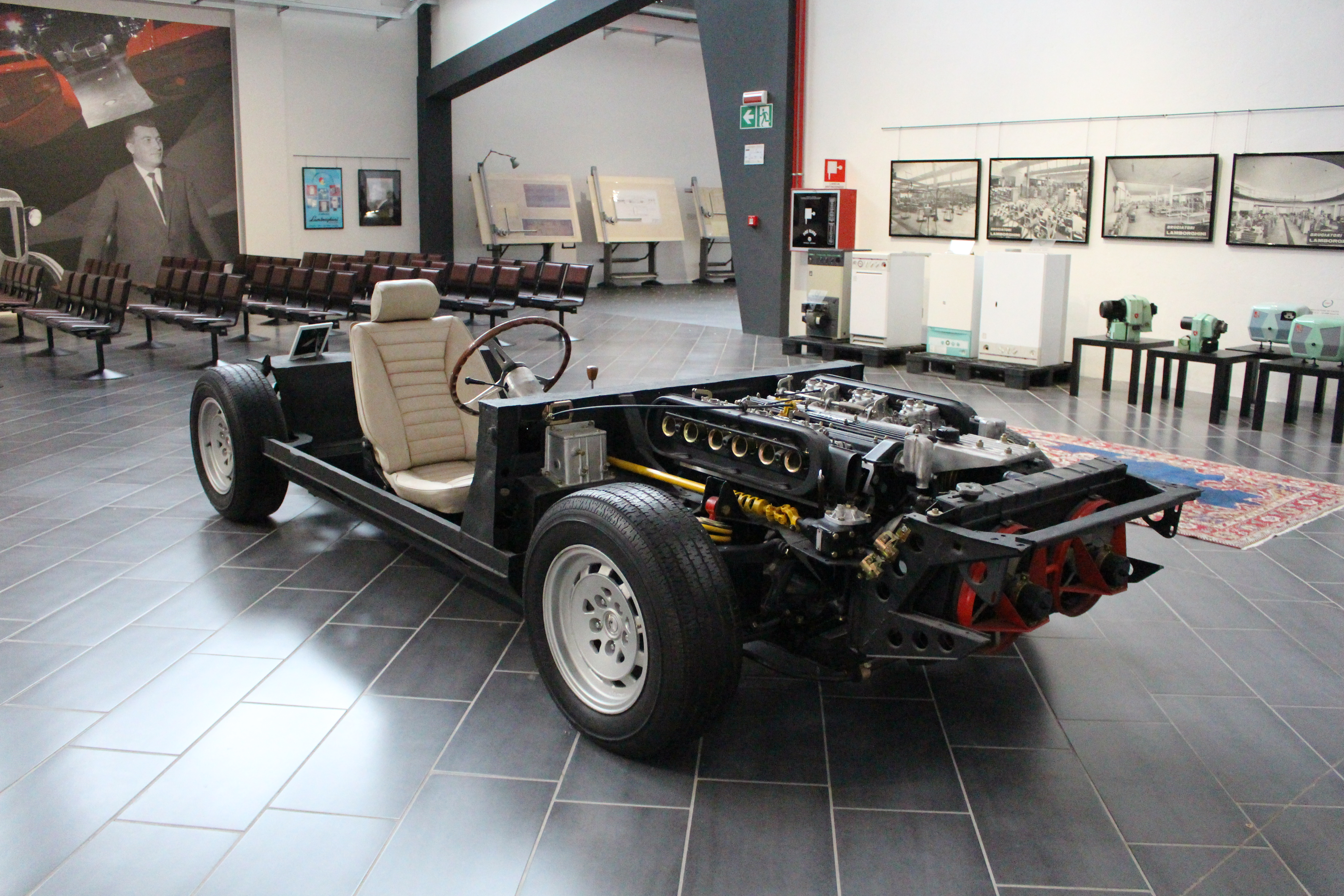
L'autotelaio della Espada al Museo Ferruccio Lamborghini

## Produzione ed evoluzione
Le scocche della Espada, come quelle della Miura, vennero costruite nello stabilimento Bertone di Grugliasco, completate con l'assemblaggio finale e il collaudo su strada a Sant'Agata bolognese. 
L'Espada ottenne subito un grande successo. Ne furono realizzate tre serie: Serie I (fino al gennaio 1970) in 176 unità, Serie II (fino al 1972) in 578 unità e la Serie III (fino al 1978) in 472 unità.

### S2 (1970-1972)

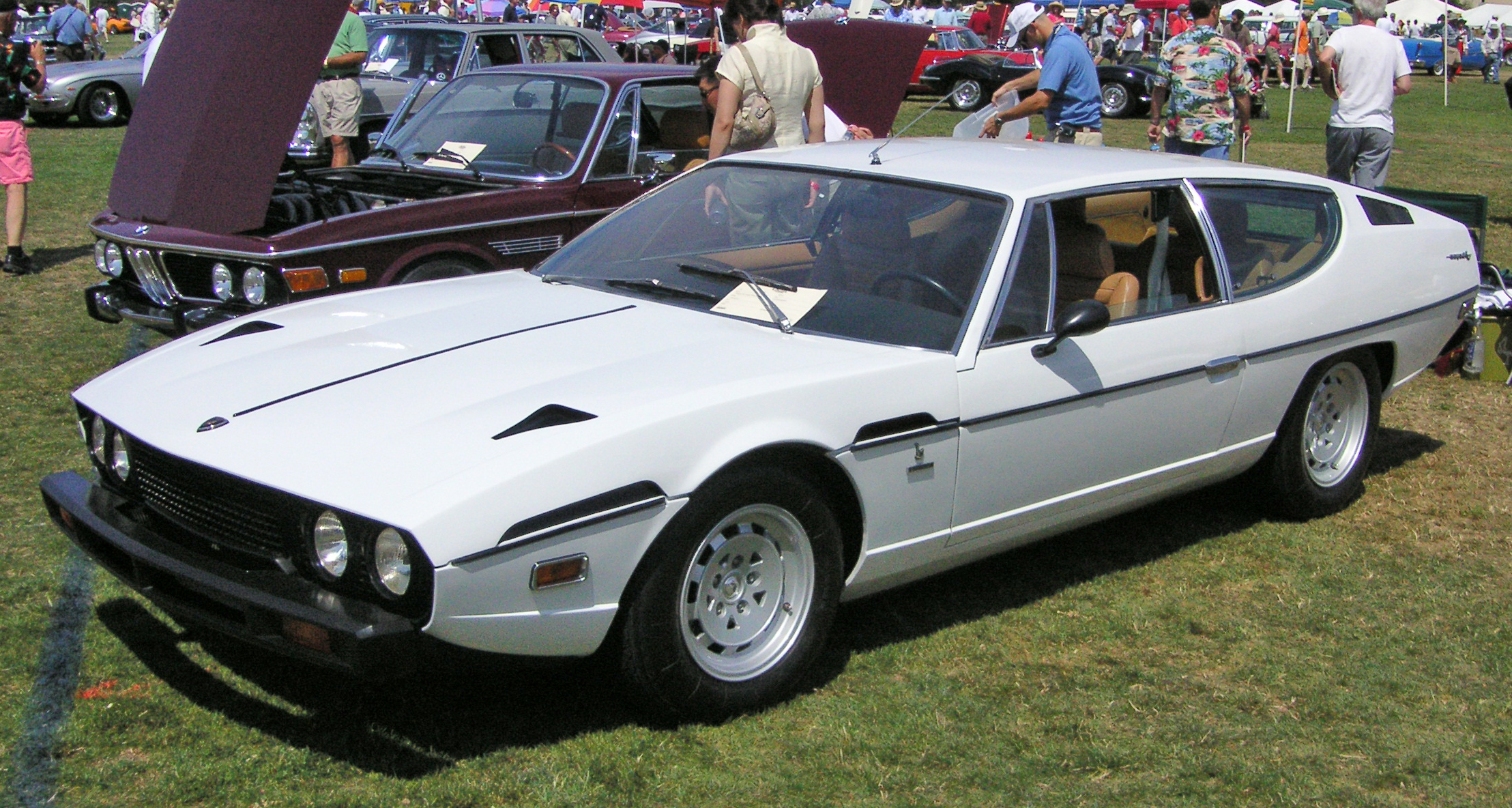
Espada S3

Sulla Serie II la potenza venne portata a 350 CV, e vennero montati un nuovo volante, una nuova plancia, una nuova strumentazione, una nuova griglia del radiatore, e freni a disco autoventilanti. Vennero offerti, come optional, servosterzo, e cerchi in lega con fissaggio a 5 bulloni.

### S3 (1972-1978)
Sulla Serie III presentata al Salone di Torino del 1972 il motore erogava 375 CV, con paraurti cromati assottigliati. Inoltre, per la prima volta su una Lamborghini, era possibile avere un cambio automatico, un’unità Chrysler a 3 marce.

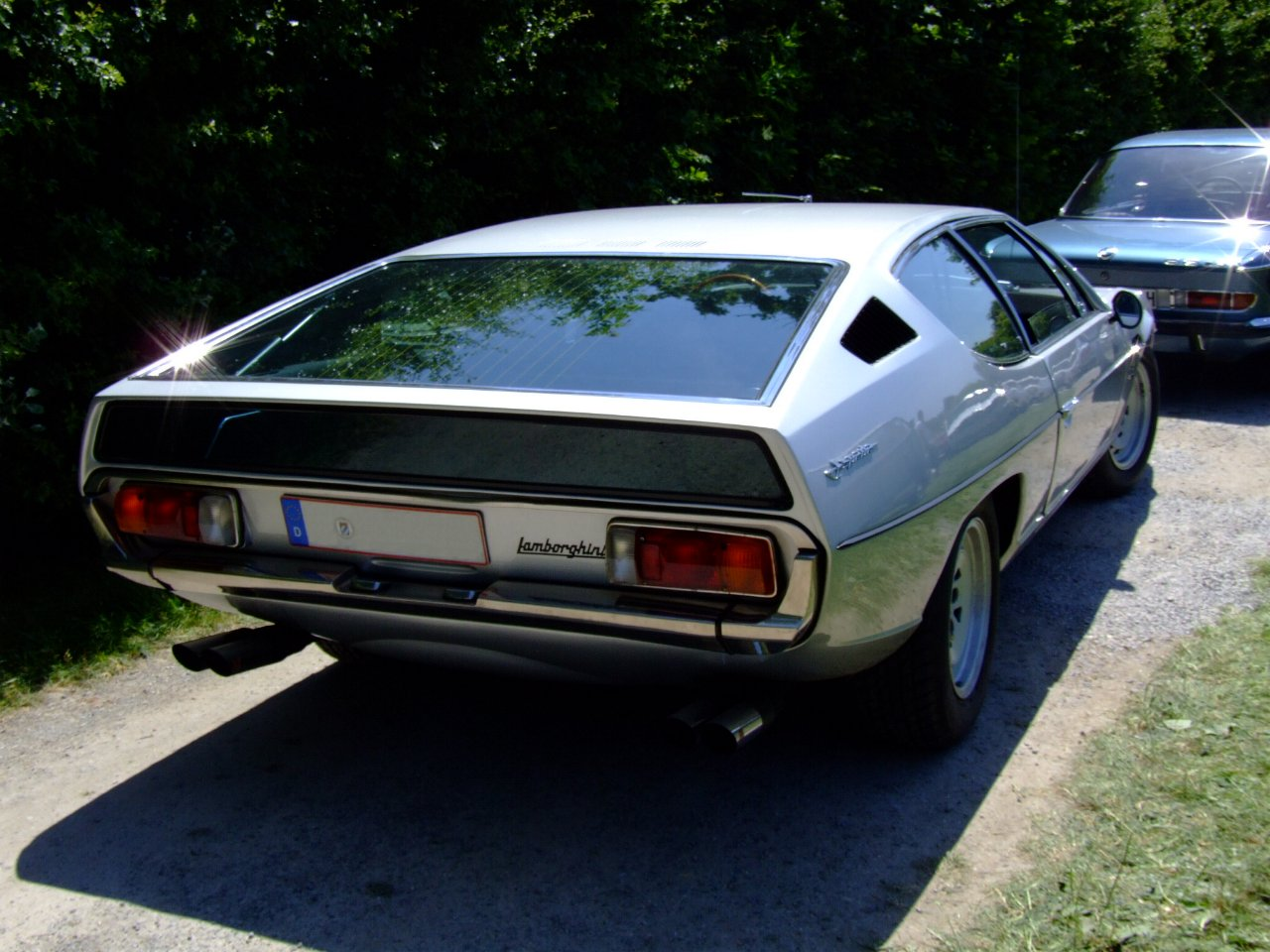
Retro Espada S3

L'Espada uscì di listino nel 1978 e non venne sostituita da alcun modello simile, in base all'orientamento della proprietà di quel periodo (Georges-Henri Rossetti) la cui strategia di mercato era di "confinare" il marchio Lamborghini al settore delle sportive estreme a 2 posti (come la celebre Countach).
Nel 2008, al Salone di Parigi, Lamborghini cercò di evocare i concetti della Espada con il prototipo Estoque, dotato però di 4 porte, e mai passato alla produzione di serie. Stesso destino per la concept Asterion, una 2+2 del 2014. 
Nel 2018 la Lamborghini ripropone una vettura a 4 posti prodotta in serie (escludendo il fuoristrada LM002), il SUV Urus.